# Hocine Gacemi
Hocine Gacemi (Algeri, 1974 – Parigi, 21 marzo 2000) è stato un calciatore algerino, di ruolo attaccante.

## Carriera
Inizia la carriera nel club dell'MC Alger, nella sua città natale, prima di passare nel 1999 al JS Kabylie sempre nel massimo campionato algerino di calcio.
Nel 2000, nella partita contro l'USM Annaba, sul cross del compagno Fawzi Moussouni si getta sul pallone di testa e realizza un gol ma non riesce a evitare lo scontro con il difensore avversario Yacine Slatni. Gacemi rimane a terra privo di conoscenza; viene portato prima all'ospedale di Tizi-Ouzou e poi trasferito all'ospedale della Salpêtrière a Parigi dove si spegne il 21 marzo 2000.